# 托梅尔-拉索涅
托梅尔-拉索涅（法語：Thomer-la-Sôgne，法語發音：[tɔmɛʁ la soɲ]）是法国厄尔省的一个旧市镇，属于埃夫勒区。托梅尔-拉索涅于1844年由原市镇托梅（Thomer）和拉索涅（La Sôgne）合并而成。2016年，托梅尔-拉索涅与临近的2个市镇合并为新市镇尚布瓦。

## 地理
托梅尔-拉索涅（48°54'35"N, 1°10'12"E）面积9.1 平方千米，位于法国诺曼底大区厄尔省，该省份为法国北部内陆省份，北起滨海塞纳省，西接奧恩省和卡爾瓦多斯省，南至厄尔-卢瓦省，东临瓦兹省、瓦兹河谷省和伊夫林省。
托梅尔-拉索涅的时区为UTC+01:00、UTC+02:00（夏令时）。

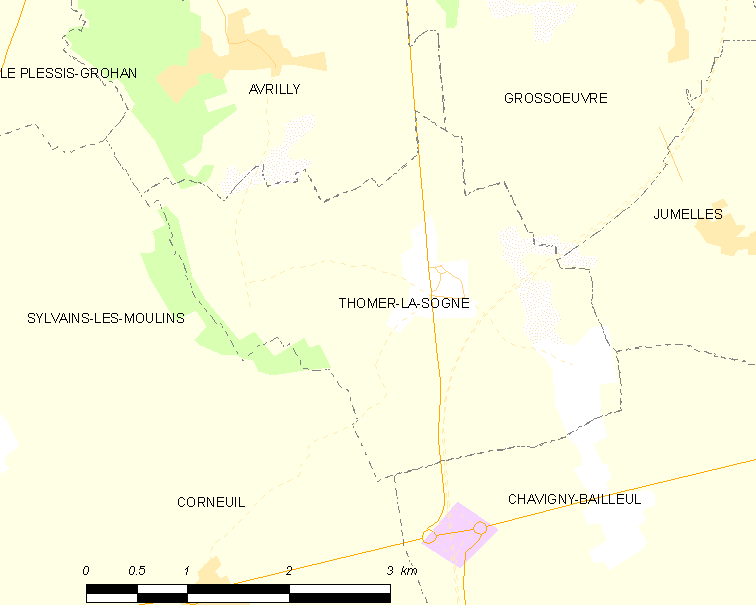
托梅尔-拉索涅的OSM定位图

## 行政
托梅尔-拉索涅的邮政编码为27240，INSEE市镇编码为27634。

## 政治
托梅尔-拉索涅所属的省级选区为阿夫尔河和伊通河畔韦尔讷伊县。

## 人口

1962-2008年间托梅尔-拉索涅人口变化图示

托梅尔-拉索涅于2018年1月1日时的人口数量为344人。